# دنگرام
دنگرام (به انگلیسی: Dangram) یک منطقهٔ مسکونی در پاکستان است که در خیبر پختونخوا واقع شده‌است.